# Ralph Paynel
Ralph Paynel o Paganel (fl. 1086-1089) è stato un proprietario terriero e sceriffo dello Yorkshire, sostenitore di Guglielmo II d'Inghilterra.

## Biografia
Paynel era probabilmente membro della famiglia normanna, che possedeva terre a Montiers Hubert, nell'onore di Lieuvin.
Nel 1086 Paynel possedeva dieci signorie nel Devon, cinque nel Somerset, 15 nel Lincolnshire, 15 nello Yorkshire e altre nel Gloucestershire e nel Northamptonshire. Egli ricevette terre che erano appartenute a Merleswain.
Nel 1088 fu sceriffo dello Yorkshire e pose sotto assedio le terre di William de Saint-Calais, vescovo di Durham, sotto il comando di Guglielmo II, la cui causa egli difendette durante l'incontro del novembre 1088 a Salisbury.
Nel 1089 rifondò il priorato della Santa Trinità a York, rendendolo dipendente dall'Abbazia di Marmoutier; ad esso egli assegnò Drax, il suo principale vill nello Yorkshire.

### Famiglia
Da sua moglie Matilda Paynel ebbe quattro figli: William Paynel, Jordan, Elias e Alan.